# Gary Sutton
Gary John Sutton (Sídney, 27 de marzo de 1955) es un deportista australiano que compitió en ciclismo en las modalidades de pista, especialista en la prueba de puntuación, y ruta.
Ganó cinco medallas en el Campeonato Mundial de Ciclismo en Pista entre los años 1980 y 1989.
Participó en dos Juegos Olímpicos de Verano, ocupando el sexto lugar en Montreal 1976 en la prueba de persecución individual y el sexto lugar en Moscú 1980 en persecución por equipos.

## Medallero internacional
| Campeonato Mundial | Campeonato Mundial      | Campeonato Mundial | Campeonato Mundial |
| Año                | Lugar                   | Medalla            | Competición        |
| ------------------ | ----------------------- | ------------------ | ------------------ |
| 1980               | Besanzón (Francia)      | Medalla de oro     | Puntuación (A)     |
| 1982               | Leicester (Reino Unido) | Medalla de plata   | Puntuación (P)     |
| 1983               | Zúrich (Suiza)          | Medalla de bronce  | Puntuación (P)     |
| 1984               | Barcelona (España)      | Medalla de plata   | Puntuación (P)     |
| 1989               | Lyon (Francia)          | Medalla de plata   | Puntuación (P)     |

## Palmarés en ruta
- 1974

1º en la Vuelta a Nueva Caledonia
- 1975

 Campeón de Australia amateur en ruta
- 1980

Vencedor de una etapa del Gran Premio Guillermo Tell
- 1983

1º en la Canberra Tour
- 1984

1º en el Herald Sun Tour y vencedor de 4 etapas
- 1985

1º en la Canberra Tour
- 1990

Vencedor de una etapa del Herald Sun Tour

## Palmarés en pista
- 1978

Medalla de oro en los Juegos de la Commonwealth en Persecución por equipos (con Colin Fitzgerald, Kevin Nichols y Shane Sutton)
- 1980

 Campeón del Mundo en Puntuación
- 1983

1º en los Seis días de Melbourne (con Shane Sutton)
- 1991

 Campeón de Australia en Madison (con Brett Dutton)